# Флоріан Веллброк
Флоріан Веллброк (нім. Florian Wellbrock, 19 серпня 1997) — німецький плавець.
Чемпіон світу з водних видів спорту 2019 року.
Чемпіон Європи з водних видів спорту 2018 року, призер 2020 року.
Олімпійський чемпіон 2020 року.